# Civilization IV: Warlords
Sid Meier's Civilization IV: Warlords (abreviado Civilization IV: Warlords o C4W) es la primera expansión oficial lanzada para el aclamado juego de estrategia por turnos Civilization IV. Esta expansión incorpora, entre otras novedades, 6 nuevas civilizaciones, 10 nuevos líderes de civilización, 8 nuevos escenarios y nuevas unidades y edificios. 

## Cambios
Warlords añade varias novedades y mejoras al juego original. Las más importantes son:
- Una nueva categoría de «Grandes Personajes», los Grandes Generales.
- Ahora las civilizaciones pueden tener estados vasallos.
- Ocho nuevos escenarios.
- Seis nuevas civilizaciones jugables en modo Un jugador o en modo Multijugador.
- Diez nuevos líderes de civilización (incluidos 4 nuevos líderes para civilizaciones ya existentes).
- Tres nuevos rasgos de los líderes (Carismático, Protector e Imperialista).
- Ahora cada civilización tiene un edificio único, disponible sólo para esa civilización.
- Tres nuevas maravillas del mundo.
- Nuevas unidades, recursos y mejoras del terreno.
- Mejoras y añadidos en el sistema de juego.

Aunque hay otros cambios menores, principalmente son 2: los Grandes Generales y la posibilidad de tener estados vasallos. 

### Grandes generales
Esta expansión introduce un nuevo tipo de Gran personaje, este es el Gran General. Los Grandes generales pueden obtenerse de 2 formas: obteniendo puntos de experiencia en las batallas de tus tropas contra las de otra civilización (no se obtienen puntos si se lucha contra bárbaros o animales), o bien investigando la tecnología Fascismo antes de que la investigue otra civilización primero. Estos Grandes Personajes nunca se podrán obtener ganando puntos de Gran Personaje en las ciudades. 
Un Gran general se puede usar para comenzar una Edad de Oro (al igual que los otros Grandes personajes), para que se quede en la ciudad como «Gran Instructor Militar» (que dará +2 puntos de experiencia a las unidades formadas en esa ciudad), o para erigir en la ciudad una Academia militar, que dará +50% a la producción de unidades en esa ciudad.
Los Grandes generales también pueden liderar a una unidad militar como Caudillos, esto hará que inmediatamente las unidades que estén en esa misma casilla se repartan 20 puntos de experiencia, además la unidad que lidera el Caudillo podrá acceder a mejoras especiales al subir de nivel. Normalmente si la unidad liderada por el Caudillo muere, la unidad se pierde permanentemente, no obstante, en ciertos escenarios si un Gran General muere como Caudillo, renace algunos turnos después en la capital del imperio. 

### Estados vasallos
Con el nuevo concepto de vasallaje que ha introducido esta expansión, los jugadores ahora pueden absorber estados pequeños para tenerlos como vasallos. Cuando un imperio se convierte en vasallo de otro, ya no puede declarar unilateralmente la guerra ni firmar la paz con otros estados, y deberá dar todo lo que le pida el «estado señor» (recursos, tecnologías, dinero...) a cambio de la protección que éste le va a dar. Los jugadores pueden usar los Estados vasallos para obtener una victoria rápida por Dominación, ya que el territorio y la población del Estado vasallo contarán como si fueran del Estado señor, pero no viceversa. Igualmente, si el Estado señor declara la guerra a otra civilización, el Estado vasallo también se la declarará. Además, la opinión de otras civilizaciones sobre el jugador empeorará si se tienen Estados vasallos. 
En tiempos de paz, las civilizaciones pueden ofrecerte lealtad y pedirte que las conviertas en tus Estados vasallos para estar protegidas de los enemigos, pero este tipo de vasallaje puede finalizar si las estadísticas del Estado cambian o si éste desea que finalice el vasallaje. Pero si el vasallaje ocurre cuando las civilizaciones están en guerra, esto será considerado una «capitulación», y la guerra acabará inmediatamente. Este tipo de vasallaje no se puede cancelar de ninguna forma, sólo se acabará si el Estado vasallo tiene, al menos, el 50% del territorio y el 50% de la población del señor, o si desde el momento de la capitulación el Estado vasallo pierde la mitad de su territorio. 
Un Estado señor y su Estado vasallo no pueden declararse la guerra en ningún caso, con una excepción: si el Estado vasallo se niega a pagarle algún tributo al Estado señor. Este será el único caso en el que dos estados, uno vasallo y el otro señor, pueden estar en guerra. Además, el vasallaje tiene una desventaja para el Estado señor: los costes de mantenimiento de sus ciudades aumentarán si la civilización tiene Estados vasallos, así que si una civilización tiene muchos vasallos, su economía podría asfixiarse. 

### Nuevo contenido
En esta expansión todas las civilizaciones han recibido un edificio único, con ventajas especiales, que reemplaza a un edificio estándar determinado. Estos edificios son normalmente distintivos de cada civilización. Aquí se muestra una lista con el edificio único de cada civilización. 
| Civilización              | Edificio único             | Reemplaza a     |
| Alemania                  | Planta de embalaje         | Fábrica         |
| Arabia                    | Madraza                    | Biblioteca      |
| Aztlán                    | Altar de sacrificios       | Delegación      |
| China                     | Pabellón                   | Teatro          |
| Egipto                    | Obelisco egipcio           | Obelisco        |
| España                    | Ciudadela                  | Castillo        |
| Estados Unidos de América | Centro comercial           | Supermercado    |
| Francia                   | Salón                      | Observatorio    |
| Grecia                    | Odeón                      | Coliseo         |
| Inca                      | Terraza                    | Granero         |
| India                     | Mausoleo                   | Cárcel          |
| Inglaterra                | Bolsa de valores           | Banco           |
| Japón                     | Planta de esquisto         | Central térmica |
| Malí                      | Ceca                       | Fragua          |
| Mongolia                  | Ger                        | Establo         |
| Persia                    | Botica                     | Colmado         |
| Roma                      | Foro                       | Mercado         |
| Rusia                     | Instituto de investigación | Laboratorio     |

Ahora, el líder o líderes de tu civilización pueden tener tres nuevos rasgos, que les darán nuevas ventajas. Los nuevos rasgos son:
- Carismático: +1 de felicidad por ciudad, necesita un -25% de experiencia para las mejoras de unidades y +1 de felicidad adicional por construir un Obelisco o una Torre de radiodifusión.
- Protector: El Arquero y el Fusilero reciben automáticamente las mejoras «Instrucción I» y «Guarnición de ciudad I» y dobla la velocidad de producción de las murallas y el Castillo.
- Imperialista: +100% a la eficacia del Gran General, +50% a la producción de colonos.

Warlords incluye tres nuevas maravillas del mundo, que otorgan características especiales a la civilización que las construye. Estas son: 
- La Gran Muralla: Dobla la producción del Gran General e impide la entrada a los bárbaros en las fronteras culturales de la civilización que lo construye (se incluirán las ampliaciones posteriores de fronteras pertenecientes al mismo continenete en el que se construya).
- El Templo de Artemisa: Dobla los ingresos de las rutas comerciales y añade un sacerdote gratis a la ciudad que lo construye.
- La Universidad de Sankore: +2 de oro a la investigación por cada edificio religioso.

Se incluye un nuevo edificio con esta expansión aparte de los nuevos edificios que se incluyen con cada civilización. También hay algunos cambios en las características de otros edificios ya incluidos en el juego original. Los cambios y novedades son:
- Nuevo edificio, el establo, que dará +2 puntos de experiencia a las unidades montadas creadas en esa ciudad.
- En la versión inglesa, el obelisco ahora se llama monumento (Monument), debido a la inclusión del obelisco egipcio. En la versión española, tanto el obelisco normal como el obelisco egipcio se llaman «obelisco», sin ninguna diferencia en el nombre.
- El cuartel ahora tiene un menor coste de producción, pero da menos experiencia a las unidades producidas en esa ciudad (de +4 puntos pasa a dar +3). Este cambio se ha hecho para dar menos poder al rasgo carismático.

La expansión incluye dos nuevas unidades para todas las civilizaciones aparte del ya explicado anteriormente Gran General. Estas son: 
- Trirreme (Unidad naval)
- Trabuquete (Arma de asedio)

### Civilizaciones
Esta expansión incluye seis nuevas civilizaciones, casi todas de Europa o de Asia. Aquí se detalla cada una:
| Civilización | Líder     | Rasgos                    | Unidad única          | Reemplaza a          | Edificio único   | Reemplaza a | Capital  |
| Cartago      | Aníbal    | Carismático, Financiero   | Caballería de Numidia | Arquero a caballo    | Cothon           | Puerto      | Cartago  |
| Celtas       | Breno     | Espiritual, Carismático   | Guerrero galo         | Espadachín           | Dün              | Muralla     | Bibracte |
| Corea        | Wang Kon  | Protector, Financiero     | Hwacha                | Catapulta            | Seowon           | Universidad | Seúl     |
| Otomanos     | Mehmet II | Expansionista, Organizado | Jenízaro              | Soldado con mosquete | Hammam           | Acueducto   | Estambul |
| Vikingos     | Ragnar    | Agresivo, Financiero      | Berserker             | Macero               | Puesto comercial | Faro        | Nidaros  |
| Zululandia   | Chaka     | Agresivo, Expansionista   | Impi                  | Lancero              | Ikhanda          | Cuartel     | Ulundi   |

Aparte de los líderes de las seis civilizaciones nuevas, en Warlords hay cuatro nuevos líderes para civilizaciones ya existentes, pero sin piezas musicales propias (por ejemplo, Augusto tiene la misma pieza musical de Cayo Julio César). Además, se han cambiado alguno de los rasgos de muchos de los líderes ya existentes, para que incorporen también los nuevos rasgos. Aquí se muestra una lista de los cambios en los líderes y sus rasgos (en negrita se señalan los cambios). 
| Civilización              | Líder                 | Rasgos                     |
| Alemania                  | Federico II el Grande | Organizado, Filósofo       |
| Arabia                    | Saladino              | Protector, Espiritual      |
| China                     | Mao Zedong            | Expansionista, Protector   |
| China                     | Qin Shi Huang         | Industrioso, Protector     |
| Egipto                    | Ramsés II             | Industrioso, Espiritual    |
| Estados Unidos de América | George Washington     | Carismático, Expansionista |
| Francia                   | Napoleón Bonaparte    | Carismático, Organizado    |
| Incas                     | Huayna Cápac          | Financiero, Industrioso    |
| India                     | Mohandas Gandhi       | Filósofo, Espiritual       |
| Inglaterra                | Winston Churchill     | Carismático, Protector     |
| Inglaterra                | Victoria I            | Financiero, Imperialista   |
| Japón                     | Tokugawa Ieyasu       | Agresivo, Protector        |
| Mongolia                  | Genghis Khan          | Agresivo, Imperialista     |
| Persia                    | Ciro el Grande        | Carismático, Imperialista  |
| Roma                      | Julio César           | Imperialista, Organizado   |
| Roma                      | César Augusto         | Organizado, Creativo       |
| Rusia                     | Catalina II la Grande | Creativo, Imperialista     |
| Rusia                     | Iósif Stalin          | Agresivo, Industrioso      |

### Escenarios
En la saga Civilization, un escenario es una partida ya comenzada con civilizaciones, ciudades, unidades y condiciones predeterminadas de antemano. Cualquier usuario puede diseñar uno de estos escenarios y jugar con él o colgarlo en Internet. Civilization IV: Warlords trae ocho escenarios nuevos, incluyendo algunos muy populares entre los usuarios. Estos son: 
- La guerra del Peloponeso: Esparta y Atenas (dos civilizaciones muy diferentes) están bloqueados en una lucha a vida o muerte por el control de Grecia.
- La Reunificación China: Siete reinos feudales planean destruir a sus enemigos para tener el mando de China.
- Las conquistas de Alejandro: Controlas a Alejandro Magno y tratarás de atravesar tres continentes con tu Ejército, destruyendo todo a tu alcance.
- La Expansión de Roma: Cinco grandes civilizaciones (Roma, Cartago, Grecia, Egipto y los Celtas) pelean por el control del Mediterráneo este.
- Vikingos: Controlas al rey Ragnar, y deberás mover tu ejército al sur. No es necesario conquistar sus civilizaciones, solo quieres su dinero.
- Genghis Khan: Como líder de la horda mongola, solo piensas en conquistar (o destruir) todas las civilizaciones que encuentres, desde China o Italia, haste el norte de África.
- Omens, 1754: Gran Bretaña y Francia se pelean por el mando de América del Norte.
- Una horda de bárbaros: Un escenario lleno de civilizaciones enemigas, controlas a los Bárbaros y debes destruir todo lo que veas.

## Música
Warlords incluye nuevos temas musicales, pero también ha importado algunos temas directamente de Civilization III y de Civilization III: Conquests, aumentando con estos temas el repertorio de canciones del juego, especialmente para la Edad Antigua y para la Edad Media. El nuevo tema de inicio del juego es una canción de amor árabe, titulada Al Nadda. 